# Скандал с Настей Рыбкой
«Скандал с Настей Рыбкой», или «Рыбка-гейт», — политический скандал, произошедший в феврале 2018 года после обнародования факта неформальных отношений между российским предпринимателем Олегом Дерипаской и членом правительства России Сергеем Приходько, а также возможных сексуальных отношений между Сергеем Приходько и сотрудницей эскорт-агентства Анастасией Вашукевич (Настей Рыбкой).
Скандал разразился после выхода на YouTube фильма-расследования Фонда борьбы с коррупцией Алексея Навального «Яхты, олигархи, девочки: охотница на мужчин разоблачает взяточника», основой для которого стал ряд постов Насти Рыбки в Instagram. Скандал характеризовался пристальным вниманием со стороны СМИ, назвавших его «Рыбкагейт», где суффикс -гейт отсылает к известному Уотергейтскому скандалу. Так, по итогам года по версии Colta.ru скандал назван одним из привлёкших наибольшее внимание медиа событий 2018 года, обогнавших с этой точки зрения, к примеру, участие Ксении Собчак в качестве кандидата в выборах президента России.

## Расследование Фонда борьбы с коррупцией
Фильм, опубликованный на YouTube 8 февраля 2018 года, был посвящён расследованию коррупционной (по мнению авторов фильма) деятельности высокопоставленного российского чиновника Сергея Приходько. Основой для фильма стал ряд постов в соцсетях девушки из эскорт-агентства Насти Рыбки, а также её книга «Дневник по соблазнению Миллиардера, или Клон для олигарха», в которой она описывает соблазнение миллиардера «Руслана Золотова» и некоего чиновника «Папы». В фильме Алексей Навальный поделился со зрителями своим мнением о путешествии Приходько и Дерипаски на принадлежащей последнему яхте Elden. Он рассказал о видеозаписи и фотографиях из Instagram Насти Рыбки, преимущественно посвящённых этому путешествию, а также о маршруте яхты.
По словам Навального, история нового расследования, первого по такому объёму со времён фильма «Он вам не Димон», началась с прихода полуодетых девушек-провокаторов в штаб Навального в 2017 году в сопровождении депутата от Красноярского законодательного собрания и сотрудника политтехнолога Евгения Минченко Сергея Толмачёва. Одной из участниц той акции и была Настя Рыбка.
ФБК обратился в управление президента по вопросам противодействия коррупции, в правительство, а также в МВД, ФСБ, Следственный комитет и прокуратуру с просьбой провести проверку в отношении Приходько и освободить его от должности, обвинения в адрес чиновника были сформулированы как «незаконное получение услуг имущественного характера ❬…❭ услуг питания, туристических услуг, иных услуг».
После выхода расследования Настя Рыбка поблагодарила Навального за раскрутку своей книги и своего блога. Ранее она пообещала устроить «секс-охоту» на Навального, соблазнить его и выложить видео в интернет.
В день выхода расследования «эскорт-модель и блогер» Настя Рыбка в своём аккаунте в Instagram предложила Олегу Дерипаске на ней жениться и тем самым спасти её от потери «своей чести и достоинства» — в противном случае она угрожала написать заявление на групповое изнасилование, чтобы «он и его друг» на ток-шоу «Пусть говорят» ответили за свои поступки; обстоятельства «изнасилования» и имя «друга» девушка не раскрыла. На следующий день она отказалась от своих слов, назвав их «фейком» и «троллингом тупых баб».
«Секс-тренинги» по соблазнению Алекса Лесли (Александр Кириллов) и Насти Рыбки некоторые считают секс-сектой. Ученики — это молодые «девушки-охотницы» и «мастера-мужчины». В середине нулевых «публика на тренинге была разная — стриптизёр, которому хотелось больше зарабатывать, омерзительный женатый дядька, который хотел снимать школьниц, несколько девственников, включая кандидата физико-математических наук». Задания для девушек — раздеться перед незнакомцем и заняться с ним сексом. Девушка оказывается в ситуации «проститутки»; чего хочет она, никто не спрашивает. Одно из упражнений — секс с Лесли под видеокамеру. Одна из «учениц» рассказала, что секс был ей неприятен, а через несколько месяцев видео уплыло в интернет, и кто-то из «темы» прислал его её мужу. Муж-араб развёлся с ней, попытался отсудить ребёнка и разорился.

## Реакция
Пресс-секретарь президента Дмитрий Песков сказал журналистам, что «не мог бы и не хотел бы» комментировать эту информацию. Сам Приходько в интервью назвал расследование «провокацией», в которой «сумбурно смешано всё возможное и невозможное — от моего друга (то есть Олега Дерипаски) до американского президента Трампа и неизвестного мне лично Манафорта». Он заявил, что хотел бы «ответить Навальному по-мужски», однако не будет подавать в суд на оппозиционера: тому будет «слишком много чести», и «достаточно того, что это сделают другие» (то есть Дерипаска). Олег Дерипаска в своём Instagram назвал опубликованную информацию «плодом воображения группы лиц и одним из проявлений спланированной заказной кампании, направленной на дискредитацию репутации».
Навальный упрекнул «Ведомости», «Коммерсантъ» и РБК, которые начали сообщать о расследовании только после появления комментариев Олега Дерипаски, в пятничных выпусках одноимённых газет о расследовании не было ни слова. При этом заметку агентства Associated Press о расследовании Навального перепечатали крупнейшие американские издания — The Washington Post и The New York Times; собственный материал опубликовала The Daily Telegraph, акцент в публикациях делается на то, как Дерипаска связан со скандалом вокруг президента США Дональда Трампа и связи с бывшим руководителем предвыборного штаба Трампа Полом Манафортом.
В январе 2019 года «Сколково» лишила компанию, которую основал Алекс Лесли, ООО «Центр интеллектуальных систем прогнозирования» статуса резидента, сообщив, что данная компания нарушила правила «осуществления исследовательской деятельности».

## Суды и блокировки в связи с расследованием ФБК
На следующий день после выхода фильма, 9 февраля 2018 года Олег Дерипаска подал в Усть-Лабинский районный суд Краснодарского края (по месту своей постоянной регистрации) иск против Анастасии Вашукевич (настоящее имя Насти Рыбки) и Александра Кириллова (настоящее имя Алекса Лесли) в связи с раскрытием сведений о частной жизни без его согласия. В тот же день суд постановил в качестве обеспечительной меры удалить фотографии истца из уже опубликованных новостей и внести интернет-адреса расследования на сайте Навального и его видеоверсии на канале YouTube в Единый реестр запрещённых сайтов, и в этот же день Роскомнадзор потребовал удалить новости о расследовании в изданиях «Медиазона», радио «Свобода», Znak.com, The Village, «Сноб», NEWSru.com.
Навальный объявил действия Роскомнадзора незаконными и подал соответствующий иск в суд. С аналогичным иском к Роскомнадзору в суд обратилась интернет-газета Znak. 15 февраля Роскомнадзор начал блокировку сайта navalny.com, в ответ на что Навальный запустил веб-зеркала в формате rybka.fuckrkn.org, где вместо «rybka» можно подставлять любой набор букв латиницей. При этом для многих пользователей российского Интернета остался доступным основной сайт Навального.
«Медиазона» и Znak.com полностью удалили публикации, The Village и Newsru.com убрали фотографии и видео. Из Instagram Насти Рыбки были удалены все фотографии и видеоролики с Дерипаской и Приходько, кроме одного фото, где пара отдыхает на корабле. Из-за этой фотографии Дерипаска потребовал ограничить доступ к интернет-ресурсу; всего истец был недоволен 14 интернет-публикациями. В этой связи появились сообщения о возможной блокировке Instagram и Youtube на территории России, если требования об удалении файлов не будут выполнены, поскольку блокировка отдельных страниц для интернет-провайдеров технически невозможна. 15 февраля Instagram ограничил доступ из России к двум постам Насти Рыбки, которые она сама не стала удалять из своего аккаунта.
На блокировку сайта Навального отреагировали правительство ФРГ, заявившее «что мы, конечно, очень внимательно следим за подобными процессами в России», и ОБСЕ, разместившая в твиттере комментарий:

Защита частной жизни не может служить основанием для запрета сообщать о проблемах, представляющих важность для общества, или для решения о полной блокировке веб-сайта.
Оригинальный текст (англ.)Privacy cannot be used to prevent reporting on issues of public interest or to justify complete blocking of website.

В феврале 2018 года дело было направлено в Краснодарский краевой суд, а в июле 2018 года суд частично удовлетворил иск, обязав ответчиков удалить изображения Дерипаски и взыскав с каждого из двух ответчиков по 500 тысяч рублей в качестве компенсации морального вреда (истец просил в два раза больше). Суд проходил в закрытом режиме. На суде не было ни ответчиков, ни их представителей (ответчики находились в это время в тайской тюрьме). Суд не допустил к участию в деле Навального, издания «Медиазона» и Znak.com, чьи сайты подверглись блокировке, посчитав, что это дело не затрагивает их прав.
Как указывали эксперты портала Право.ру, массовые блокировки публикаций, впервые опробованные Роскомнадзором в связи со скандалом вокруг Насти Рыбки, стали прецедентом в правоприменении и были в дальнейшем использованы ведомством при зачистке публикаций в интересах банка ВТБ.
В конце 2019 года Фонд борьбы с коррупцией и учредитель интернет-издания «Медиазона» — ООО «ЗП» направили в ЕСПЧ жалобы на принятое в феврале прошлого года решение Усть-Лабинского суда об ограничении доступа к ряду страниц пользователей в Instagram, YouTube, «В контакте», сайтам «Медиазоны» и Алексея Навального, а также другим СМИ, опубликовавшим результаты расследования Навального о деятельности российского миллиардера Олега Дерипаски и бывшего вице-премьера Сергея Приходько. В феврале 2020 года ЕСПЧ коммуницировал жалобы. Согласно позиции российских властей, решение Усть-Лабинского суда не обязывало «Медиазону» удалить фото и видео, само удаление было нужно «в целях эффективного рассмотрения гражданского дела», а просьба Роскомнадзора — кратковременной.

## Уголовное преследование Насти Рыбки в Таиланде
25 февраля 2018 года в Таиланде, в городе Паттайя, по обвинению в проведении незаконного секс-тренинга, были арестованы 10 человек, в том числе герои фильма Настя Рыбка и Алекс Лесли.
28 февраля Алекс Лесли передал в посольство США в Бангкоке написанное на английском с ошибками письмо: «Мы просим вас о политическом убежище, помочь нам, защитить нас как можно быстрее, потому что у нас есть очень важная информация для США, и мы очень сильно рискуем своей жизнью». Настя Рыбка также обратилась к американским СМИ: «Я готова вам рассказать все те недостающие пазлы, которых вам не хватало, подтвердить их аудио, видео, касаемо связи наших уважаемых депутатов с Манафортом, Трампом и со всей этой шумихой выборов США. Я знаю очень много».
Представитель посольства США в Бангкоке отказался комментировать ситуацию.
В апреле 2018 года стало известно, что Настю Рыбку, Алекса Лесли и ещё шесть человек обвиняют в изнасиловании и организации проституции за создание сообщества «Секс-аниматоры».
Согласно законодательству Таиланда это является преступлением в соответствии со статьёй 282-й Уголовного кодекса страны, за что предусмотрено наказание в виде лишения свободы от 10 лет, поскольку преступление совершается в составе организованной группы.
Посольство Белоруссии подтвердило факт нового уголовного дела в Таиланде против Александра Кириллова (Алекса Лесли), Анастасии Вашукевич (Насти Рыбки) и других шестерых обвиняемых в проведении незаконного секс-тренинга. Об этом сообщил глава консульского отдела посольства Белоруссии во Вьетнаме Дмитрий Гиль. «Связь [с задержанными] поддерживается. Кириллов [Лесли] идентифицирован тайской стороной как гражданин Российской Федерации, поскольку при задержании предъявил российский паспорт», — добавил начальник консульства.
Александр Кириллов заявил в суде, что будет доказывать, что тренинг не нарушал закон, и что намерения нарушить таиландское законодательство у них не было. Остальные заявили, что были лишь слушателями тренинга, и не были его организаторами.
В сентябре 2018 стало известно, что Александр Кириллов содержится в тюрьме строгого режима Нонг Пла Лай в одной камере с 50 арестантами. 15 января 2019 года Вашукевич, Кириллов и ещё шесть обвиняемых были приговорены к условным срокам заключения. Содержащийся в приговоре реальный срок заключения был равен уже проведённому ими времени в тюрьме. 17 января 2019 года осуждённых депортировали из Таиланда в Россию.

## Уголовное преследование Насти Рыбки в России
Вечером 17 января 2019 года, при прохождении паспортного контроля в аэропорту Шереметьево при депортации из Таиланда, четверо участников: Лесли, Рыбка, Андрей «Покер» Жешко и Мария Жаркова были задержаны и помещены ИВС ОМВД по району Зябликово московской полицией в рамках производства по делу о вовлечении в проституцию (ст. 240 Уголовного кодекса РФ). В Белоруссии начался сбор подписей под петицией в поддержку Анастасии Вашукевич (Настя Рыбка) и требованием отозвать дипломатов в связи с её задержанием. Соответствующая петиция размещена на сайте «Удобный город», где граждане создают и собирают подписи под обращениями в государственные органы и организации. На 21 января 2019 собрано 170 подписей.
22 января 2019 года Рыбка и Лесли были освобождены из-под стражи под обязательство о явке.
В этот же день «Комсомольская правда в Беларуси» сообщила о том, что президент Белоруссии Александр Лукашенко «дал поручение» Министерству иностранных дел Белоруссии заняться освобождением Анастасии Вашукевич (Насти Рыбки) из-под стражи в российском СИЗО.
Вечером 22 января 2019 на сайте РБК были опубликованы отрывки из постановления об освобождении Анастасии Вашукевич (известной как Настя Рыбка) и Алексея Кириллова (Алекс Лесли): «Установлено, что Кириллов, действуя группой по предварительному сговору с Вашукевич и неустановленными следствием лицами, в период с января 2017 года по март 2018 года, находясь по адресу: г. Москва, ул. Дербенёвская, д. 20, стр. 30, вовлекли в занятие проституцией и принуждали к занятию проституцией Давыдову А. С., Насыр А. А., а также иных неустановленных лиц». Подлинность документа (есть у РБК) подтвердил адвокат Александр Молохов. У юриста заключено соглашение с бывшим мужем Вашукевич Николаем, предмет соглашения — консультирование по уголовному делу.
23 января адвокат Анастасии Вашукевич (Настя Рыбка) Дмитрий Зацаринский дал интервью Эхо Москвы. Во время интервью он уклонился от прямых ответов на вопросы, состоялись ли встречи Насти или его самого с белорусским консулом, и кто оплачивает услуги адвоката и проживание самой Насти в Москве. По словам адвоката в деле по ст. 240 часть 2 Уголовного кодекса РФ («Вовлечение в занятие проституцией»), есть неопровержимые доказательства невиновности Насти.
28 января 2019 года Кириллов и Вашукевич дали первое публичное интервью после выхода из российского СИЗО на YouTube-канале «Дневник Хача» Амирана Сардарова. В частности, в интервью Настя Рыбка рассказала, как занималась сексом во время нахождения в тайской тюрьме под стражей.

## Публикация Навальным телефонных переговоров
21 января 2019 года Алексей Навальный в своём блоге заявил что, по его словам, «пару месяцев назад» на YouTube были анонимно выложены ссылки на аудиозаписи, а также он получил письмо, в котором некто подписавшийся «С уважением, Друг» утверждает, что эти файлы получены от «знакомого силовика», который принимает участие в «подлой деятельности, в которой заинтересован и сам Путин», поступки которого вызывают «общее презрение и оказывается, что не все соглашаются». «Друг» считает, что он обязан «привести в открытый доступ информацию». Тем более, что знакомый силовик, «хотел, чтобы люди узнали правду». Навальный считает, что их подлинность можно доказать сравнением голосов — «иди и докажи, что это Дерипаска говорит (хотя голос очень похож)». И тем, что Дерипаска подал в «свой карманный Усть-Лабинский суд» в Краснодарском крае «жалобу», и суд заблокировал доступ к этим файлам. На одной из записей обсуждается арест в Таиланде Насти Рыбки (Анастасии Вашукевич), возможный тюремный срок для неё и настаивают на том, что участников так называемого секс-тренинга в этой стране, включая Рыбку, «нужно посадить», обвинив в незаконной предпринимательской деятельности. Как утверждает Навальный, разговор ведут генеральный секретарь российского отделения «Международной торговой палаты» (ICC Russia) Татьяна Монэгэн, член совета директоров компании «Базовый элемент» Георгий Оганов и «иностранный юрист Вильям». Олег Дерипаска — председатель Наблюдательного совета ICC Russia, а также владелец «Базового элемента».
Фонд борьбы с коррупцией направил в Следственный комитет России заявление с требованием привлечь Дерипаску к уголовной ответственности по статьям об организации проституции (статья 241 УК РФ) и дачу взятки (статья 291 УК РФ), а предполагаемых участников телефонных переговоров — за получение взятки, незаконное привлечение к уголовной ответственности и незаконное задержание.